# Antonino Tringali Casanova
Pour les articles homonymes, voir  Casanova.
Antonino Tringali Casanova (né le 11 avril 1888 à Cecina, mort le 1er novembre 1943 à Crémone) était un homme politique italien impliqué dans le fascisme, qui fut notamment ministre de la Justice de la République sociale italienne.

## Biographie
Tringali-Casanova est né le 11 avril 1888 à Cecina dans la province de Livourne, en Toscane.
Il est nommé par le  gouvernement fasciste, en septembre 1928, en tant que vice-président du tribunal spécial pour la sécurité de l'Etat. Il en devient le président en 1932 jusqu'en juillet 1943.
Fasciste loyal à Mussolini, il vote contre le transfert de ses pouvoirs militaires au roi, prévu par l'Ordre du jour Grandi, la nuit du 24 au 25 juillet 1943.
En septembre 1943, il devient le premier ministre de la Justice de la République sociale italienne, Etat fasciste sous protection allemande établi après l'armistice italien.
Le 1 novembre 1943 il meurt à Crémone d'une angine de poitrine et est remplacé au ministère de la Justice par Piero Pisenti.